# Vol Air India Express 1344
Le 7 août 2020, le Boeing 737-800 assurant le vol Air India Express 1344, un vol international régulier entre Dubaï, aux Émirats arabes unis, et Kozhikode, en Inde, subit un grave accident lors de la troisième tentative d'atterrissage sur la piste 10 de l'aéroport international de Calicut, où il dérape sur la piste d'atterrissage et se brise en deux, en glissant le long d'une pente ; 19 passagers et les deux pilotes périssent lors de l'accident. Les quatre membres de l'équipage de cabine et 165 passagers ont survécu, dont tous sauf deux ont été blessés.
Cette catastrophe est alors le deuxième accident mortel impliquant un avion d'Air India Express et était similaire à celui du vol 812, qui avait également subit une sortie de piste 10 ans plus tôt à l'aéroport international de Mangalore, faisant 158 victimes à bord.

## Contexte

### Avion et équipage
L'appareil impliqué est un Boeing 737-8HG (SFP), une version du 737-800 conçue pour atterrir dans des aéroports à pistes courtes, immatriculé VT-AXH (numéro de série 36323/2108). L'avion, qui a volé pour la première fois le 15 novembre 2006, était exploité par Air India Express et totalise 43 691 heures de vol et 15 309 cycles (décollages/atterrissages) au moment de l'accident. 
L'équipage était composé du commandant de bord Deepak Sathe (59 ans), du copilote Akhilesh Kumar (32 ans) et de quatre agents de bord. Le commandant Sathe avait atterri avec succès à l'aéroport international de Calicut au moins 27 fois, dont plus de dix fois en 2020. Il comptait 10 000 heures de vol sur Boeing 737, dont 6 662 en tant que commandant de bord.

### Aéroport
L'aéroport international de Calicut, situé à Karipur (en), dans le district de Malappuram, est considéré comme l'un des aéroports les plus dangereux d'Inde, selon la Direction générale de l'aviation civile indienne (en) (DGCA). Il dispose d'une piste dite tabletop, c'est-à-dire une piste située au sommet d'un plateau ou d'une colline dont une ou les deux extrémités se termine par une pente abrupte. La DGCA a désigné l'aéroport de Calicut comme étant un « aéroport critique », ce qui signifie que seul le commandant de bord peut y effectuer des décollages et des atterrissages. 
L'Autorité aéroportuaire indienne (en) (AAI) a déclaré que l'aéroport de Calicut peut être utilisé dans toutes les conditions météorologiques, selon les règles de vol aux instruments, mais que les pilotes effectuant des vols à destination et en provenance de l'aéroport (de jour comme de nuit) doivent avoir suffisamment d'heures de vol de nuit pour pouvoir gérer les conditions dangereuses.

## Accident
Le vol 1344 a quitté le poste de stationnement E6 et a décollé de la piste 30R de l'aéroport international de Dubaï à 14 h 14, et devait arriver à l'aéroport international de Calicut à 19h40. Au total, 184 passagers, quatre membres d'équipage en cabine et deux pilotes étaient présents à bord, tous de nationalité indienne. Il s'agissait alors d'un vol de rapatriement pour les ressortissants indiens bloqués à l'étranger en raison de la pandémie de COVID-19, dans le cadre de l'opération Vande Bharat.
L'avion a atteint l'aéroport à l'heure prévue. L'approche était prévue pour la piste 28, mais deux atterrissages ont été annulés en raison des fortes pluies et du vent arrière et l'avion a tourné en cercle au dessus de l'aéroport, attendant l'autorisation avant d'atterrir sur la piste 10. Vers 19 h 37, ils ont reçu l'autorisation d'atterrir sur la piste 10. En raison de la mousson touchant le Kerala à l'époque, les mauvaises conditions météorologiques ont réduit la visibilité, au moment de l'atterrissage, à 6 600 pieds (2 000 m). La piste 28 était opérationnelle et lors de la première tentative d'atterrissage, le pilote n'a pas pu voir la piste ainsi demandée pour la piste 10. 
Lors de la deuxième tentative sur la piste 10, qui est longue de 2 860 m, le 737 a touché le sol près de la voie de circulation « C », qui se trouve à environ 1 000 m au-delà du seuil de piste. L'équipage n'a pas réussi à arrêter l'avion avant la fin de la piste, et il a dévalé une pente d'environ 10 m avant de s'écraser en contrebas, brisant le fuselage en deux sections lors de l'impact final. 
Le lieu de l'accident se trouvait à environ 3 km du terminal de l'aéroport. Aucun incendie après l'accident n'a été signalé ; il a été suggéré, lors de l'enquête qui a suivi, que l'équipage ait coupé les deux moteurs lors de l'atterrissage, ce qui aurait pu sauver de nombreuses vies en empêchant un incendie. 
Dix-sept personnes sont mortes sur le coup lors de l'accident, y compris les deux pilotes. Plus tard, le bilan des victimes s'est élevé à 21 personnes le 24 août, et 167 des 169 survivants ont été blessés.

## Enquête
La DGCA et les services de sécurité des vols ont enquêté sur l'accident. L'enregistreur phonique (CVR) et l'enregistreur de paramètres (FDR) ont été récupérés le lendemain et envoyés à Delhi pour l'analyse de leurs données. Le fabricant de l'avion, Boeing, a envoyé une équipe d'enquêteurs sur place pour examiner les débris de l'avion à la recherche d'éventuels défauts et aider à l'enquête.
Les premières constatations suggèrent qu'au moment de l'atterrissage, le vent arrière était d'environ 9 nœuds (17 km/h). Le 737 volait à une vitesse de 176 nœuds (326 km/h), à une altitude d'environ 450 pieds (140 m) au-dessus de la piste 10, ce qui n'est pas considéré comme idéal lors des courtes finales par mauvais temps. La manette des gaz était alors en position complètement avancée, normalement utilisée en cas de décollage ou de remise de gaz, et les spoilers étaient rétractés, ce qui indique que les pilotes ont peut-être essayé de remettre les gaz. Le vent arrière, les traces de caoutchouc sur la piste et la présence d'eau sur celle-ci affectant les performances de freinage de l'avion sont considérés comme étant des facteurs contributifs à l'accident.

### Rapport final
Le 11 septembre 2021, le rapport final, publié par le Bureau indien d'enquête sur les accidents aériens (en) (AAIB), indique que la cause probable de l'accident du vol 1344 est le fait que le pilote aux commandes n'a pas respecté les procédures opérationnelles standard (SOP) de la compagnie, malgré cela, il a continué une approche non stabilisée et a atterri au-delà de la zone de toucher des roues, à mi-chemin de la piste, malgré le fait que le copilote ait demandé une remise de gaz, mais il n'a pas réussi à reprendre les commandes de l'avion et à effectuer cette manœuvre par lui-même.